# Atletica leggera ai Giochi della IV Olimpiade - 3 miglia a squadre
La competizione delle 3 miglia a squadre di atletica leggera dei Giochi della IV Olimpiade si tenne i giorni 14 e 15 luglio 1908 allo Stadio di White City a Londra.

## Risultati
| 2 Batterie | 14 luglio | 28 iscritti | I vincitori più la migliore delle seconde. |
| Finale     | 15 luglio | 3 squadre   |                                            |

Corrono cinque atleti per squadra. Si contano i tre migliori piazzamenti. 1 punto al primo, 2 al secondo, ecc. La squadra vincente è quella che ha il punteggio più basso.

In finale i tre britannici arrivano primo, secondo e terzo e vincono con il miglior punteggio possibile.

### Batterie
1ª batteria
| Pos. | Nazione     | Atleti                                                                            | Punti Totali | Piazzamenti |
| ---- | ----------- | --------------------------------------------------------------------------------- | ------------ | ----------- |
| 1    | Regno Unito | Joe Deakin Arthur Robertson William Coales Harold Wilson Norman Hallows           | 6            | 1° 2° 3°    |
| 2    | Italia      | Pericle Pagliani Massimo Cartasegna Emilio Giovanoli Dorando Pietri Emilio Lunghi | -            | Rit.        |
| 3    | Paesi Bassi | Arie Vosbergen Willem Wakker Wilhelmus Braams                                     | -            | Rit.        |

2ª batteria
| Pos. | Nazione     | Atleti                                                                              | Punti Totali | Piazzamenti |
| ---- | ----------- | ----------------------------------------------------------------------------------- | ------------ | ----------- |
| 1    | Stati Uniti | John Eisele George Bonhag Herb Trube Gayle Dull Harvey Cohn                         | 10           | n/d         |
| 2    | Francia     | Louis Bonniot de Fleurac Joseph Dréher Paul Lizandier Jean Bouin Alexandre Fayollat | 15           | n/d         |
| 3    | Svezia      | John Svanberg Georg Peterson Edward Dahl Axel Wiegandt Seth Landqvist               | 21           | n/d         |

### Finale
| Pos.    | Nazione     | Atleti                                                                              | Punti Totali | Piazzamenti |
| ------- | ----------- | ----------------------------------------------------------------------------------- | ------------ | ----------- |
| Oro     | Regno Unito | Joe Deakin Arthur Robertson William Coales Harold Wilson Norman Hallows             | 6            | 1° 2° 3°    |
| Argento | Stati Uniti | John Eisele George Bonhag Herb Trube Gayle Dull Harvey Cohn                         | 19           | 4° 6° 9°    |
| Bronzo  | Francia     | Louis Bonniot de Fleurac Joseph Dréher Paul Lizandier Jean Bouin Alexandre Fayollat | 32           | 8° 11° 13°  |